# Уллє Гоканссон
Улоф "Уллє" Артур Гоканссон (швед. Olof Artur «Olle» Håkansson, 19 листопада 1928, Аспос, Швеція — 11 лютого 2001, Фресе, Швеція) — шведський футболіст, що грав на позиції півзахисника.
Виступав, зокрема, за клуб «Норрчепінг», а також національну збірну Швеції.

## Клубна кар'єра
Почав кар'єру в 1941 році в клубі «Круком». Там він виступав до 1946 року, після чого став гравцем «ІФК Естерсунд».
У 1950 році став гравцем «Норрчепінг». Він грав за цю команду 8 років, вигравши три чемпіонати Швеції. Завершив кар'єру в «ІФК Естерсунд». У 1987 році Улле був названий кращим гравцем в історії клубу «ІФК Естерсунд».
Помер 11 лютого 2001 року на 74-му році життя.

## Виступи за збірну
1958 року дебютував в офіційних матчах у складі національної збірної Швеції. Протягом кар'єри у національній команді, яка тривала трохи більше ніж 1 рік, провів у її формі 7 матчів.
У складі збірної був учасником чемпіонату світу 1958 року у Швеції, де разом з командою здобув «срібло».

## Титули і досягнення
- Віце-чемпіон світу: 1958

«Норрчепінг»
- Чемпіон Швеції (3): 1951-52, 1955-56, 1956-57